# Тото-герой (фильм)
«Тото-герой» (фр. Toto le héros) — фильм-драма о мальчике, считавшем, что все его неудачи из-за того, что в детстве его перепутали в роддоме. Режиссёр Жако Ван Дормаль.
Этот фильм стал режиссёрским дебютом Жако ван Дормаля, в прошлом бывшим цирковым клоуном. На МКФ в Канне фильм был удостоен приза «Золотая камера» за лучший дебют, кроме того, он получил 4 европейских премии «Феликс» и французскую премию «Сезар».
Дормаль является также режиссёром фильма «Господин Никто», идея этого фильма — «Всё возможно, пока не сделан выбор», — выражаемая главным героем, является логическим продолжением идеи «Тото»: «Когда выбор сделан, уже ничего невозможно».

## Сюжет
В родильном отделении возник пожар, и все срочно эвакуируются. Одна из матерей не знает точно, какой из младенцев является её ребёнком, и спасает того, кто закричал при её появлении. Повзрослев, главный герой, Тома, рассказывает, что помнит пожар в роддоме и языки пламени, окутывавшие стены, и он убеждён, что в тот день его перепутали с соседским сыном, Альфредом. Поэтому Тото считает себя неудачником, и эта трагическая ошибка ломает его мечты стать героем, секретным агентом.

## В ролях
- Мишель Буке
- Мирей Перье
- Сандрин Бланк
- Тома Годе
- Жо Де Бакер
- Фабьен Лорье
- Клаус Шиндлер
- Хью Харольд Харрисон
- Дидье Ферней
- Гизела Улен
- Паскаль Дюкенн